# Hotel (película de 2003)
Hotel es una película de romance y drama de 2003, dirigida por Greg Yaitanes, el guion está basado en la novela de Arthur Hailey, también colaboraron Juan Carlos Coto y Cory Tynan, los protagonistas son Lance Krall, Jeremy Dunn y Jay Kenneth Johnson, entre otros. El filme fue realizado por Spelling Television y United Paramount Network (UPN).

## Sinopsis
Las historias de un conjunto de individuos coinciden en el fastuoso St. Gregory Hotel en la ciudad de Nueva Orleans.